# آپونی-وی (آریزونا)
آپونی-وی (به انگلیسی: Aponi-vi) یک منطقهٔ مسکونی در ایالات متحده آمریکا است که در آریزونا واقع شده‌است. آپونی-وی ۳۴۲ متر بالاتر از سطح دریا واقع شده‌است.